# فرگام

پیشگام و فرگام، میمون‌هایی که ایران به فضا فرستاده‌است.

فرگام یک میمون رزوس نر بود که توسط ایران به فضا پرتاب شد. این دومین تلاش ایران برای پرتاب یک میمون به فضا بود، نخستین تلاش ایران در سال ۲۰۱۰ شکست خورد. این خبر توسط تلویزیون دولتی ایران منتشر شد. حسن روحانی، رئیس‌جمهور پیشین، پس از آن به دانشمندان ایرانی تبریک گفت و آن را «گامی بلند در نزدیک کردن جمهوری اسلامی ایران به فرستادن انسان به فضا» خواند. فرگام در آذر ۱۳۹۲ توسط کاوشگر پژوهش تا ارتفاع ۱۲۰ کیلومتری زمین صعود کرد.
برخی نسبت به ادعاهای ایران تردید دارند، زیرا تصاویر منتشرشده پس از آن دو میمون متفاوت را نشان می‌داد. گمان می‌رود که این میمون در حال پرواز مرده باشد، اگرچه ایران این ادعا را رد کرده‌است.

## نامزدهای مأموریت فضایی
برای دومین مأموریت فضایی که قرار بود توسط میمون‌ها انجام شود، ۳ میمون با محدوده سنی، وزنی و ابعاد بدنی مشخص، متناسب با نوع مطالعه به نام‌های «فرگام»، «تُرنج» و «تُرنگ» انتخاب شدند.
| نام   | قد | جنس  | وزن | سن |
| ----- | -- | ---- | --- | -- |
| فرگام | ۵۶ | نر   | ۳   | ۳  |
| ترنج  | ۵۷ | ماده | ۳٫۹ | ۴  |
| ترنگ  | ۵۹ | ماده | ۳٫۵ | ۳  |